# 九龍巴士270B線
九龍巴士270B線是香港一條新界市區巴士路線，來往上水及奧運站，取道青沙公路往返，途經清河邨、粉嶺南、長沙灣、深水埗及旺角，屬270A線的特別班次。
本線另設特別路線270D，來往粉嶺（聯和墟）及深水埗，只於星期一至五上午繁忙時間設去程及下午繁忙時間設回程服務。

## 簡介
為配合北區成為首個「區域性重組巴士路線」模式的地區，北區對外路線計劃於2013年作大型重組，其中建議開辦本線，方便北區居民直達西九龍區。
建議最初提出本線以奧運站作總站，但由於車資問題，於2013年5月13日呈交予北區區議會的最後修訂，建議的市區總站改為深水埗（欽州街），然而，於2013年7月8日的最終版本，九龍市區的行車路線被簡化，並改以深水埗作終點站（南行：欽州街；北行：北河街），最終訂於2013年8月19日投入服務，初期只在星期一至五繁忙時間提供服務。
本線自2018年12月30日提升至全日服務後，成為北區首條來往大角咀的全日專營巴士路線，以及繼W3線後北區第2條途經青沙公路的全日專營巴士路線，亦是自九巴71X線（上水至長沙灣，經獅子山隧道）於1991年3月29日起停辦後，北區來往深水埗區的全日專營巴士路線再度出現。

### 歷史
- 2013年8月19日：270B線投入服務，逢星期一至五雙向各開出五班，來往上水及深水埗，九巴稱本線為「八號幹線特快」作宣傳。
- 2013年11月2日：因應北區區域性巴士路線重組進行檢討及微調，本線延長服務時間：
  - 星期一至五加開19:40及20:00之班次前往上水。
  - 增設於星期六、日及公眾假期早上及下午繁忙時間之去程及回程服務[17]。
- 2014年9月27日：因應路線客量，加密星期一至五往上水之班次，同時削減星期六、日及公眾假期雙向班次。
- 2015年1月10日：來回程皆加停青沙公路轉車站，並增設與九巴青沙公路巴士線的轉乘優惠。
- 2015年3月21日：增設到站時間預報[18]。
- 2016年6月27日：開設特別路線270D，由粉嶺（聯和墟）單向開往深水埗，只限逢星期一至五開出一班[19]。
- 2017年7月15日：星期一至五往上水之頭班車提早至17:45，並調整班次。
- 2017年8月28日：回程班次加經清河邨一帶。
- 2018年12月23日：去程加停粉嶺公路巴士轉乘站，並增設與九巴粉嶺公路巴士線的轉乘優惠。
- 2018年12月30日：270B線提升至全日服務，並作出以下改動[20]：
  - 九龍區總站遷往奧運站；
  - 往奧運站方向繞經清河邨一帶，於長沙灣道近欽州街交界改經欽州街、荔枝角道、上海街、亞皆老街及櫻桃街前往奧運站；
  - 往上水方向，經櫻桃街、大角咀道、櫸樹街、晏架街、旺角道、彌敦道返回長沙灣道原有路線；
  - 增設由上水開往大角咀（富榮花園）的特別班次，星期一至五07:00開出；
  - 保留3班於星期一至五下午繁忙時間由深水埗起載的班次，開出時間為17:50、18:10及18:30。
- 2021年6月15日：[21]
  - 星期一至五往奧運站方向頭班車提早至05:50開出
  - 每天往上水方向頭班車提早至09:30開出
  - 加密星期一至五繁忙時間和晚間往上水方向和星期六、日及公眾假期班次。
- 2021年9月6日：270D線加停「粉嶺公路轉車站」。[22]
- 2022年5月16日：[23]
  - 星期六、日及公眾假期往奧運站方向頭班車提早至05:50開出
  - 每天往上水方向尾班車延遲至00:05開出
  - 調整由深水埗開往上水之特別班次開出時間為17:55、18:10及18:25開出。
- 2024年8月12日：調整270B線由深水埗開往上水之特別班次開出時間為17:40、17:55及18:10。[24]
- 2025年1月26日：試辦270B線特快班次，每天奧運站開07:30-09:00，直達上水而不停粉嶺各站。試辦日期至同年8月31日。[25]
- 2025年2月17日：270D線增設回程班次，於星期一至五18:00由深水埗（欽州街）開往聯和墟。[26][27]

## 服務時間（詳細班次）
270B常規班次
| 上水開                | 上水開      | 上水開       | 奧運站開              | 奧運站開            | 奧運站開            |
| 日期                  | 服務時間    | 班次（分鐘） | 日期                  | 服務時間            | 班次（分鐘）        |
| --------------------- | ----------- | ------------ | --------------------- | ------------------- | ------------------- |
| 星期一至五            | 05:50-06:40 | 25           | 星期一至五            | 07:30-09:00         | 30                  |
| 星期一至五            | 07:00       | 07:00        | 星期一至五            | 09:30-13:00         | 30                  |
| 星期一至五            | 07:15-08:00 | 15           | 星期一至五            | 13:00-17:00         | 20                  |
| 星期一至五            | 08:00-13:00 | 20           | 星期一至五            | 17:00-18:30         | 15                  |
| 星期一至五            | 13:00-22:00 | 30           | 星期一至五            | 18:50、19:10、19:35 | 18:50、19:10、19:35 |
|                       |             |              | 星期一至五            | 20:00-22:40         | 20                  |
| 23:05、23:35、00:05   |             |              | 星期一至五            |                     |                     |
| 星期六、日 及公眾假期 | 05:50-08:20 | 30           | 星期六、日 及公眾假期 | 07:30-09:00         | 30                  |
| 星期六、日 及公眾假期 | 08:20-15:00 | 20           | 星期六、日 及公眾假期 | 09:30-13:00         | 30                  |
| 星期六、日 及公眾假期 | 15:00-22:00 | 30           | 星期六、日 及公眾假期 | 13:00-16:00         | 20                  |
|                       |             |              | 星期六、日 及公眾假期 | 16:00-22:00         | 15                  |
| 22:00-23:00           | 20          |              | 星期六、日 及公眾假期 |                     |                     |
| 23:30、00:05          |             |              | 星期六、日 及公眾假期 |                     |                     |

- 逢星期一至五（公眾假期除外）由上水開出的綠字班次以海泓道（富榮花園）為終點站。
- 每日奥運站開出的紅字班次為特快直達上水而不停粉嶺各站。

270B特別班次
- 深水埗（北河街）開
  - 星期一至五：17:40、17:55、18:10

270D
- 星期一至五
  - 粉嶺（聯和墟）開：07:25
  - 深水埗（欽州街）開：18:00

270B特別班次及270D線星期六、日及公眾假期不設服務

## 收費
270B/270D
全程：$16.9
- 上水往牽晴間或之前：$5.4（只適用於270B線）
- 過青沙公路後往奧運站（270B）／深水埗（270D）：$7.4
- 過粉嶺公路後往上水（270B）／粉嶺（聯和墟）（270D）：$5.4

| - 本線設有12歲以下小童及65歲或以上長者半價優惠。 - 65歲或以上香港居民使用「樂悠咭」，以及12歲以下合資格殘疾兒童使用「殘疾人士身份」個人八達通繳付車資，均可享有每程$2.0或半價（以較低者為準）的票價優惠；12至64歲合資格殘疾人士使用「殘疾人士身份」個人八達通（包括「樂悠咭」），以及60至64歲香港居民使用「樂悠咭」繳付車資，均可享有每程$2.0或全費（以較低者為準）的票價優惠。 - 65歲或以上長者如使用長者或一般個人八達通繳付車資，則只可享有半價優惠；12至64歲合資格殘疾人士如不使用「殘疾人士身份」個人八達通，以及60至64歲人士如不使用「樂悠咭」繳付車資，必須繳付全費。 - 乘客可以現金或八達通於上車時付款，不設找續。 - 每位成人乘客可免費攜帶最多兩名4歲以下而不佔座位的兒童乘客乘車，超額之4歲以下小童必須繳付小童車費乘車。 - 持有「九巴月票」之乘客在車票有效期內，每日可享最多10程任何九龍巴士及龍運巴士路線（包括本路線，以及聯營路線的九龍巴士／龍運巴士提供的班次；惟乘搭機場「A」及「NA」線則可享原價二七折優惠（不會計算每天10次合資格車程））；而B1線則每日可享最多各2程（不會計算每天10次合資格車程）。 - 九龍巴士、城巴、龍運巴士及陽光巴士全職員工及家屬（不包括外判職員）可免費乘搭本路線，惟必須拍職員或職員家屬八達通。 - 乘客亦可透過多元化電子支付系統（e度嘟）繳付車資，包括使用非接觸式VISA卡、JCB卡、萬事達卡、銀聯卡、美國運通、大來國際、Discover Card、Apple Pay、Google Pay、Samsung Pay、AlipayHK「易乘碼」、支付寶、WeChatHK／微信支付「搭車碼」、銀聯雲閃付「乘車碼」及BOC Pay「乘車碼」。乘客使用此付款方式，使用此支付方式的乘客可享有中途下車之分段收費，以及與其他九巴／龍運獨營路線或聯營線九巴／龍運班次之轉乘優惠，惟不適用於與非九巴／龍運路線之轉乘優惠，亦不能享有「公共交通費用補貼計劃」及「長者及合資格殘疾人士公共交通票價優惠計劃」。 - 帶粗體字者為雙向分段收費，乘客必須使用八達通（九巴月票除外）上車拍卡繳費，並於下車前後於指定巴士站裝設拍卡機確認八達通，方可享有分段收費優惠。 |

### 八達通轉乘優惠
乘客登上本線後150分鐘內以同一張八達通卡轉乘以下路線，或從以下路線登車後150分鐘內以同一張八達通卡轉乘本線，次程可獲車資折扣優惠：
270B/270D←→北區區內路線，次程可獲$4.2折扣優惠
- 270B往上水 → 73K往文錦渡、78K往沙頭角、79K往打鼓嶺、270任何方向、273B往清河邨或278K往聯和墟
- 73K、78K、79K往上水、270任何方向、273B往上水站或278K往粉嶺站 → 270B往奧運站
- 78K或79K往上水 → 270D往深水埗

270B/270D←→78A，次程可獲$5.6折扣優惠
- 270B往上水 → 78A往皇后山
- 78A往粉嶺站 → 270B/270D往九龍

270B/270D←→70K，次程可獲$4.9折扣優惠
- 270B往上水 → 70K往清河邨
- 70K往華明 → 270B/270D往九龍

270B←→273A，次程可獲$4.3折扣優惠
- 270B往上水 → 273A往彩園
- 273A往華明 → 270B往奧運站

270B/270D←→粉嶺公路轉車站路線
- 270B/270D往九龍 ←→ 73B、270A、270C、270P、274、277A、277E、277P、277X、278A、278X、673／673P，首程或次程全程車資，以較高者為準

270B/270D←→青沙公路路線
- 270B/270D往九龍 → 38B往海濱花園、240X往葵興站、249X往青衣站、270P往九龍站、272E往柏景灣、272P往葵興站、272X往旺角東站、280X往尖沙咀、286C往長沙灣、286P往荔枝角站、286X往深水埗、287P往旺角或287X往佐敦，次程車資全免
- 38B往海濱花園、240X往葵興站、249X往青衣站、270P往九龍站、272E往柏景灣、272P往葵興站、272X往旺角東站、280X往尖沙咀、286C往長沙灣、286P往荔枝角站、286X往深水埗、287P往旺角或287X往佐敦 → 270B/270D往九龍，回贈首程車資
- 270B往上水 → 38B往碩門邨、240X往黃泥頭、249X往博康、271X往富亨、272E往太和、272P往富亨、272X往大埔中心、280X往穗禾苑、286C往利安、286X往顯徑、287D往錦英苑或287X往水泉澳，次程車資全免
- 38B往碩門邨、240X往黃泥頭、249X往博康、271X往富亨、272E往太和、272P往富亨、272X往大埔中心、280X往穗禾苑、286C往利安、286X往顯徑、287D往錦英苑或287X往水泉澳 → 270B往上水，回贈首程車資

## 使用車輛
本線與270A線合共獲派26輛亞歷山大丹尼士Enviro 500 MMC 12米 (ATENU) 。
| 車隊編號  | 車牌   |
| --------- | ------ |
| ATENU300  | ST8444 |
| AVBWU365  | SZ2450 |
| ATENU391  | TC8986 |
| ATENU805  | TV2314 |
| ATENU818  | TV3039 |
| ATENU819  | TV3069 |
| ATENU843  | TV6591 |
| ATENU925  | TZ 715 |
| ATENU932  | TZ2123 |
| ATENU937  | TZ8549 |
| ATENU938  | TZ8786 |
| ATENU944  | UA1310 |
| ATENU945  | UA1728 |
| ATENU947  | UA 852 |
| ATENU952  | UA2606 |
| ATENU962  | UA7045 |
| ATENU1055 | UD1954 |
| ATENU1075 | UD5041 |
| ATENU1085 | UD6962 |
| ATENU1087 | UD7954 |
| ATENU1094 | UE1956 |
| ATENU1151 | UH7697 |
| ATENU1171 | UJ4187 |
| ATENU1301 | VE2945 |
| ATENU1356 | VJ6658 |
| ATENU1404 | VK7627 |

## 行車路線

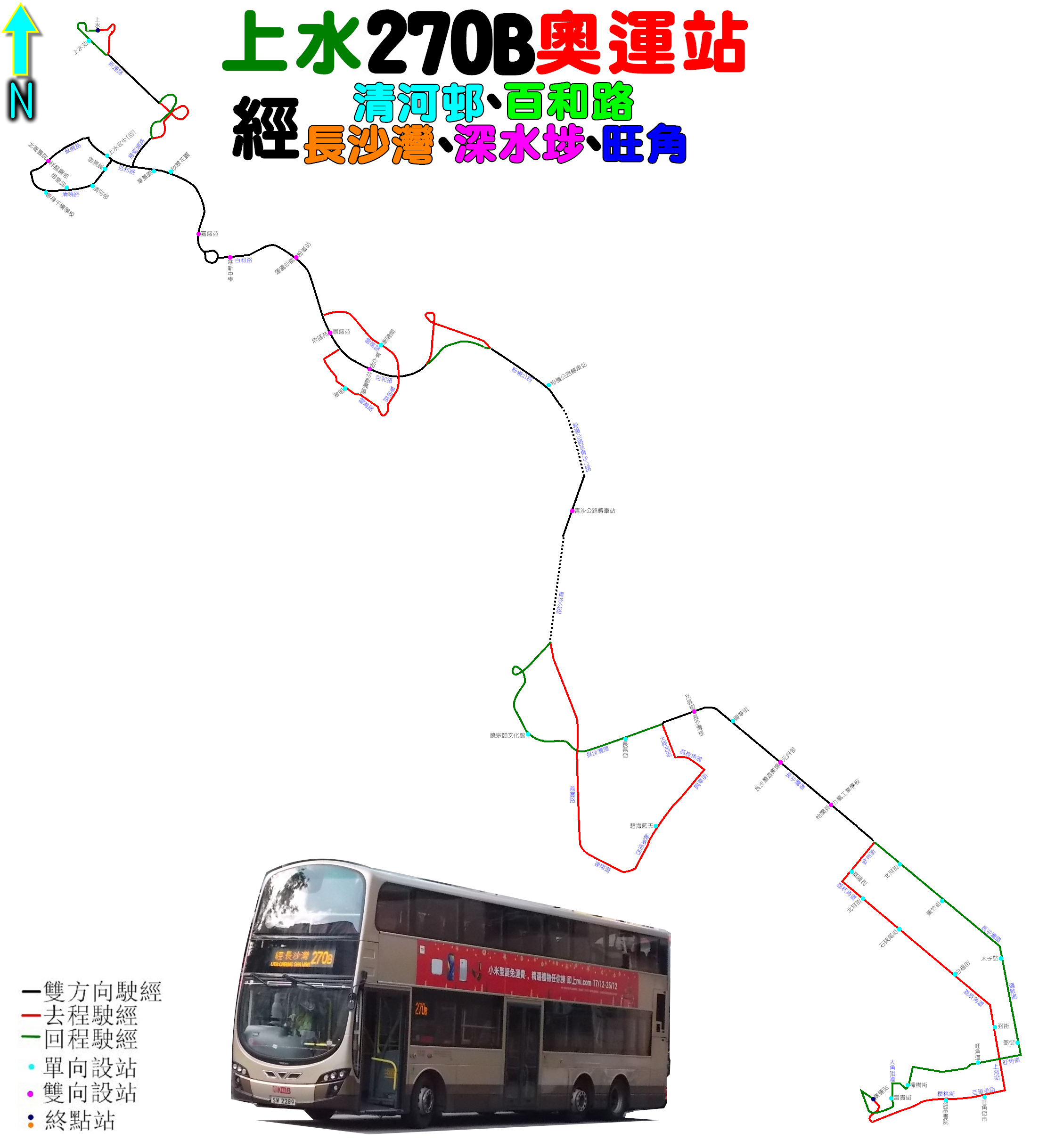
270B線的走線圖

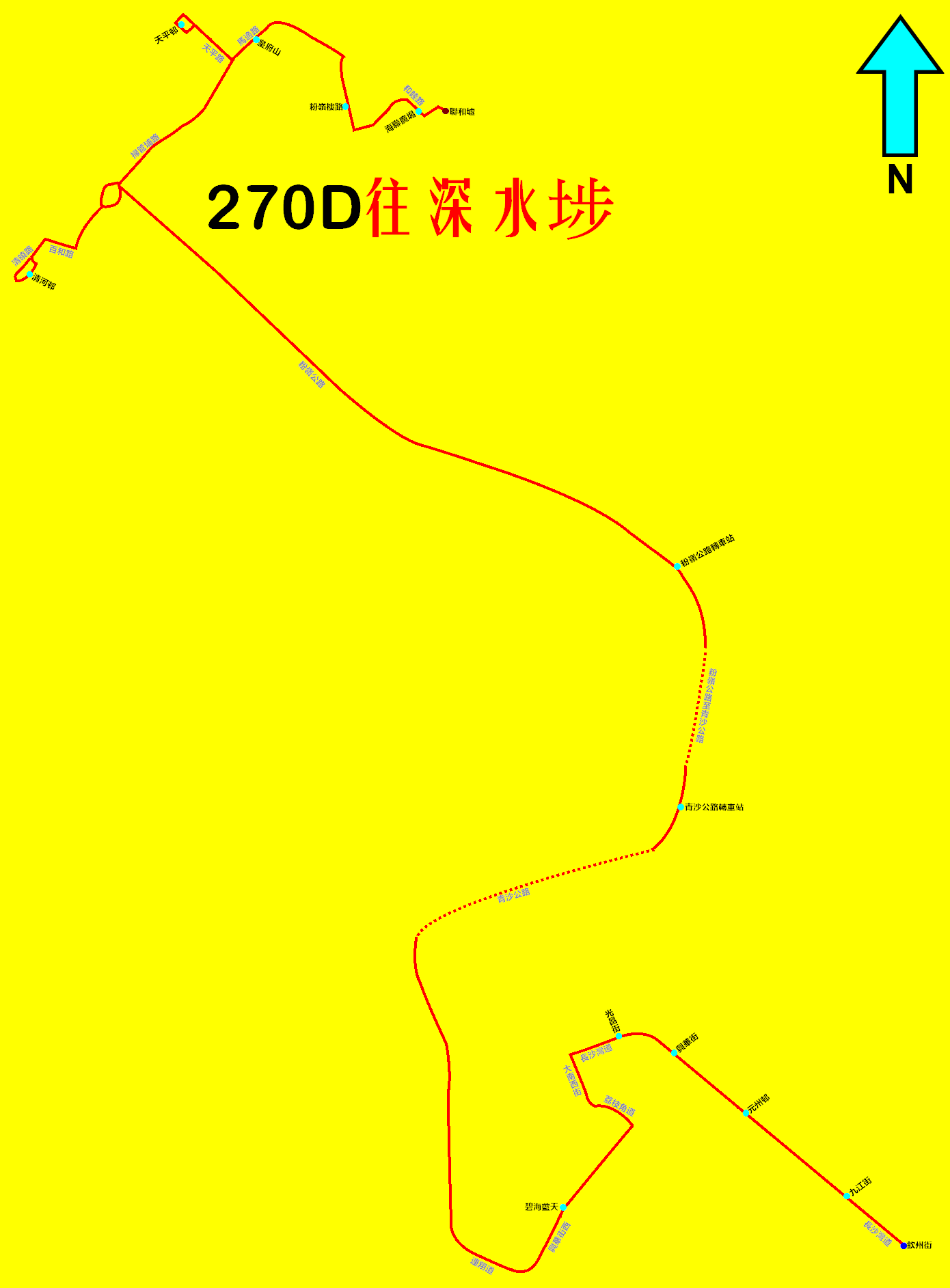
270D線的走線圖

270B線由上水開出途經龍運街、新運路、掃管埔路、百和路、保健路、清曉路、百和路、華明路、雷鳴路、華明巴士總站、雷鳴路、偉明街、百和路、一鳴路、百和路、粉嶺公路、吐露港公路、大埔公路－沙田段、青沙公路、荔寶路、連翔道、興華街西、興華街、荔枝角道、大南西街、長沙灣道、欽州街、荔枝角道、上海街、亞皆老街、櫻桃街及海景街前往奧運站；由奧運站出開途經深旺道、櫻桃街、大角咀道、櫸樹街、晏架街、旺角道、彌敦道、長沙灣道、青山道、青沙公路、大埔公路－沙田段、吐露港公路、粉嶺公路、百和路、清曉路、保健路、百和路、掃管埔路及新運路前往上水，具體停站請參考資訊框。
270D線由粉嶺（聯和墟）開出途經和泰街、和睦路、粉嶺樓路、馬適路、天平路、天平邨巴士總站、天平路、馬適路、掃管埔路、百和路、清曉路、清河邨巴士總站、清曉路、百和路、掃管埔路、粉嶺公路、吐露港公路、大埔公路－沙田段、青沙公路、荔寶路、連翔道、興華街西、興華街、荔枝角道、大南西街及長沙灣道前往深水埗；由深水埗（欽州街）開出途經欽州街、長沙灣道、青山道、青沙公路、大埔公路－沙田段、吐露港公路、粉嶺公路、百和路、清曉路、清河邨巴士總站、清曉路、百和路、掃管埔路、新運路、龍琛路、天平路、天平巴士總站、天平路、馬適路、粉嶺樓路、和睦路及聯安街前往粉嶺（聯和墟），具體停站請參考資訊框。

## 客量
因270B線走線直接（取道青沙公路，避過獅子山隧道的擠塞），省卻不少行車時間，因此經常滿座。
自從70S線改經青沙公路後，上水和粉嶺南區市民乘搭70S線前往九龍西區，大受歡迎。可是70S線只於清明及重陽期間的假日提供服務，加上本線又不是全日服務，因此有北區區議員要求將本線提升全日服務和延長至旺角（柏景灣），隨後運輸署於2017-2018年度巴士路線發展計劃中建議將此線延長至鄰近之奧運站，同時往九龍加經清河邨，並改為全日服務，以填補北區來往旺角和大角咀之交通服務空白，於2018年12月30日實施，但來回繞經清河邨後路線變得冗長，或減低上水總站一帶居民乘搭此線的意欲。其後又有聲音要求本路線加經天平邨一帶，引起不滿。
由於本線班次疏落，繁忙時間全車爆滿的情況經常出現，令中途站乘客經常難以登車。
2020年：平日上午7時至10時往奧運站方向的載客率約為40%，而華明總站、欣盛苑及牽晴間三站佔北區總客量約35%。
至於270D線由於開車時間偏早，且服務範圍的發展未成熟，客量則偏低。
2020年6月下旬：平均載客率不超過50%。

## 外部連結
- Hong Kong Bus KMB AV471 @ 270B 九龍巴士 Volvo Olympian 北河街 - 上水總站 （页面存档备份，存于），YouTube